# Най-добър вратар в Серия А
Най-добър вратар в Серия А е награда за най-добре представилия се вратар за изминалия сезон в италианската Серия А. Наградата се дава на церемонията „Оскар дел Калчо“ от 1997 г. Най-много награди има Джанлуиджи Буфон с 10 отличия.

## Победители
- 1997 –  Анджело Перуци (Ювентус)
- 1998 –  Анджело Перуци (Ювентус)
- 1999 –  Джанлуиджи Буфон (Парма)
- 2000 –  Франческо Толдо (Фиорентина)
- 2001 –  Джанлуиджи Буфон (Парма)
- 2002 –  Джанлуиджи Буфон (Ювентус)
- 2003 –  Джанлуиджи Буфон (Ювентус)
- 2004 –  Нелсон Дида (Милан)
- 2005 –  Джанлуиджи Буфон (Ювентус)
- 2006 –  Джанлуиджи Буфон (Ювентус)
- 2007 –  Анджело Перуци (Лацио)
- 2008 –  Джанлуиджи Буфон (Ювентус)
- 2009 –  Жулио Сезар (Интер)
- 2010 –  Жулио Сезар (Интер)
- 2011 –  Самир Ханданович (Удинезе)
- 2012 –  Джанлуиджи Буфон (Ювентус)
- 2013 –  Самир Ханданович (Интер)
- 2014 –  Джанлуиджи Буфон (Ювентус)
- 2015 –  Джанлуиджи Буфон (Ювентус)